# Tonček Štern
Tonček Štern est un joueur slovène de volley-ball né le 14 novembre 1995 à Maribor. Il joue attaquant.
Son frère aîné est Žiga Štern, qui est aussi joueur de volley-ball.

## Clubs
| Club                  | De           | À            |
| --------------------- | ------------ | ------------ |
| OK Kamnik             | 2013-2014    | 2015-2016    |
| Blu Volley Vérone     | 2016-2017    | 2017-201     |
| Top Volley Latina     | 2018-2019    | 2018-2019    |
| Al-Arabi Doha         | 2019-2019    | 2019-2019    |
| Jastrzębski Węgiel    | 2019-2020    | 2019-2020    |
| Chemik Bydgoszcz      | 2019-2020    | janvier 2020 |
| Halkbank Ankara\|     | janvier 2020 | juin 2020    |
| Pallavolo Padoue      | 2020-2021    | 2020-2021    |
| You Energy Plaisance  | 2021-2022    | 2021-2022    |
| Olympiakos Le Pirée   | 2022-2023    | 2023-2024    |
| Ziraat Bankası Ankara | 2024-2025    | ...          |

## Palmarès

### En sélection nationale
- Coupe Challenger FIVB
  -  : 2019.
- Championnat d'Europe CEV
  -  : 2019, 2021.

### En clubs
- Ligue MEVZA
  -  2016[1]
- Challenge Cup
  -  2023.
- Championnat de Slovénie
  -  2015, 2016
  -  2014
- Coupe de Slovénie (1)
  -  2016
  -  2014
- Championnat de Grèce (2)
  -  2023, 2024
- Coupe de Grèce (1)
  -  2024
  -  2023
- Coupe de la Ligue grecque
  -  2023

### Distinctions individuelles
- 2014: Meilleur attaquant Championnat d'Europe des moins de 20 ans
- 2015: Meilleur buteur Championnat du monde des moins de 21 ans
- 2018: Meilleur attaquant Coupe d'Italie
- 2021: Meilleur buteur Coupe d'Italie
- 2023: Meilleur attaquant Championnat de Grèce